# Luis Pasquet
Luis Santiago Pasquet (Salto, 13 de mayo de 1917-Lahti, Finlandia, 5 de noviembre de 2013) fue un compositor, pianista y director de orquesta uruguayo, que vivió en Finlandia desde 1974.

## Biografía
Era hijo del guitarrista Luis Pasquet (1882-1940), quien fundó en Salto una academia dedicada al aprendizaje y difusión de la guitarra. 
Comenzó sus estudios en el Conservatorio Municipal de Música de Salto, especializándose en piano. En 1936 se trasladó a Montevideo, donde estudió composición y dirección de orquesta en el conservatorio Guillermo Kolischer. También estudió composición con Enrique Casal Chapí. En 1957 fundó el quinteto de jazz The Davenport Five con quienes grabó un disco EP para el sello Eco y fue integrante de los Lecuona Cuban Boys en su etapa tardía.
Entre 1958 y 1972 se desempeñó como Director de la Orquesta del SODRE.[cita requerida]
En los años sesenta se interesó por el tango. Formó un cuarteto y actuó en recitales organizados por El Club de la Guardia Nueva, agrupación montevideana dedicada a la promoción del tango. En 1965 grabó un disco simple con su septimino de tango. El disco fue editado por El Club de la Guardia Nueva, y reeditado por Ayuí / Tacuabé en 1972.
Entre 1965 y 1969 vivió en Líbano.
A principios de los setenta grabó dos discos larga duración de tango. El primero, Tangos en rojo y en gris, con su cuarteto de cámara, es un disco sin bandoneón, en sintonía con la propuesta de Camerata Punta del Este. Más adelante, Camerata Punta del Este incluyó composiciones de Luis Pasquet en sus discos Gris tango (1979), En vivo (1981) y Camerateando (1982). El segundo, Luis Pasquet interpreta doce tangos en piano solo, también vincula lo culto con lo popular. De acuerdo al músico Rubén Olivera, el resultado se puede emparentar con los arreglos de tango para guitarra que durante esos años desarrollaba Agustín Carlevaro.
En 1974 emigró de Uruguay y se radicó en Lahti, Finlandia. En ese país trabajó para el Ballet Nacional en Helsinki y para la Opera de Lahti. Asimismo trabajó para el Conservatorio de Lahti durante varios años. En el año 2004 Pasquet fue nominado por el Conservatorio de Lahti como compositor honorario.
A lo largo de su carrera llegó a tocar con artistas como Josephine Baker, Juliette Gréco y Georges Ulmer.

## Obra
Sobre las características de su obra, el mismo Pasquet señalaba: “Mi música es una mezcla de impresionismo, expresionismo y jazz. Pero esto no quita que pueda incorporar músicas y culturas populares folclóricas a mi obra.”
Selección de obras:
- Cantata al Salto Oriental, sobre el texto de Enrique Amorín para solistas coro y orquesta
- 5 aires del Cono Sur
- Fantasía para cuarteto de cuerdas
- Septimino
- 3 tangos en rojo
- 3 tangos en gris
- Suite para oboe y pequeña orquesta
- 3 tangos concertantes
- 5 aires criollos
- 3 poemas españoles para declamador y canto

## Discografía
- "La Bruja en la Escoba" / "Bailando en Dixieland" (simple split con Tito Menéndez. Sondor 5074. 1946)
- "Acuarela uruguaya" / "Diamantina" (Joel y Gaucho con Luis Pasquet y su orquesta. Sondor 5417)
- "Oh me! Oh my!" / "Molambo" (Antar P 6005. 1957)
- Bailando en el club (Luis Pasquet y su quinteto. Antar PLP 2005. 1957)
- Luis Pasquet y su trío (Antar PLP 2007. 1957)
- EP (EP Eco 45001. 1961)
- Luis Pasquet y su septimino de tango (Disco simple, edición original en 1965. Reedición de Ayuí, Serie del adoquín, A/D 8. 1972)
- Tangos en rojo y en gris (Luis Pasquet y su cuarteto de cámara. Cantares del Mundo, CM10)
- Luis Pasquet interpreta doce tangos en piano solo (Ayuí, Serie del adoquín, A/M 11. 1973. Reedición en CD: Ayuí, Serie del adoquín, A/M 11 CD. 2014)

#### Colectivos
- El tango del Club de la Guardia Nueva 1 (Ayuí / Tacuabé A/M42CD. 2010)